# Åge Hareide
Åge Fridtjof Hareide (født 23. september 1953 i Hareid) er en norsk tidligere fodboldspiller og tidligere træner, der fra 2016 til 2020 stod i spidsen for Danmarks fodboldlandshold. Hareide har en mangeårig baggrund fra norsk og international fodbold, både som spiller og træner.

## Karriere

### Spiller
Som spiller var han 50 gange på det norske landshold og scorede 5 mål. Han spillede i hjemlandet primært for Molde FK, og han havde desuden en periode i engelsk fodbold, hvor han spillede for henholdsvis Manchester City FC og Norwich City FC.

### Træner
Hareide har blandt andet været træner for Molde FK, Helsingborgs IF (svensk mester), Brøndby IF (dansk mester), Rosenborg BK (norsk mester) og Malmö FF (svensk mester). Han var også norsk landstræner i perioden 2003-08, men trak sig fra posten grundet dårlige sportslige resultater.
Den 10. december 2015 blev Hareide præsenteret som den nye træner for Danmarks fodboldlandshold, to dage efter sin sidste kamp med sit tidligere hold, Malmö FF.
DBU bekræftede den 17. marts 2019, at Hareide var færdig som dansk landstræner. I juni samme år blev det offentliggjort, at Kasper Hjulmand skulle være ny landstræner for Danmark fra sommeren 2020.
Den 14. april 2023 annoncerede Islands fodboldlandshold Hareide som deres nye landstræner. Landsholdet og Åge står til at få deres debut sammen i sommeren 2023, ved kvalifikationskampene til EM 2024.

## Hæder

### Fodbold
I 2014 modtog Hareide Allsvenskans pris som årets træner. For at have forsvaret Malmö FF's mesterskabstitel og for at have kvalificeret klubben til UEFA Champions League 2014-15.
Hareide modtog i 2017 Kniksenprisens ærespris.

### Ordener
Ved en ceremoni på den danske ambassade i Oslo, blev Hareide i 2020 slået til Ridder af Dannebrog. Ordenen blev tildelt for Hariedes præstation med Danmarks fodboldlandshold, hvor truppen under Hariedes ledelse nåede ottendedelsfinalen i VM 2018, og kvalificerede sig til EM 2020.